# Rie Cramer
Pour les articles homonymes, voir Cramer.
Marie « Rie » Cramer, autres noms de plume Marc Holman ou Annie Smit (10 octobre 1887 - 16 juillet 1977), est une écrivain néerlandaise et une illustratrice prolifique de littérature pour enfants dont le style est considéré comme emblématique de l'entre-deux-guerres.
Pendant de nombreuses années, elle est l'une des deux principales illustratrices d'un magazine jeunesse néerlandais de premier plan, Zonneschijn. Elle écrit également des pièces sous le pseudonyme de Marc Holman. Certains de ses travaux sont interdits pendant la Seconde Guerre mondiale parce qu'ils attaquent le national-socialisme.

## Famille et formation
Marie Cramer naît le 10 octobre 1887 à Sukabumi dans ce qui est alors les Indes orientales néerlandaises. Elle est la fille d'Hendrik Cramer, capitaine de navire, et d'Elisabeth Frederica Schenk. En 1896, elle déménage aux Pays-Bas, à Arnhem, avec sa mère et ses deux sœurs, où elle étudie le dessin. En 1904, son père rejoint la famille et ils s'installent à La Haye. Rie Cramer étudie à l'Académie royale des beaux-arts de La Haye de 1905 à 1907.
En 1913, elle épouse Peter Otten, un avocat ; ils divorcent en 1914. Puis, elle tombe amoureuse d'un critique d'art de renommée internationale, déjà marié et 13 ans plus âgé qu'elle. En 1922, elle épouse l'acteur Eduard Verkade ; mais quand leur premier et unique enfant meurt à la naissance et que le mariage se complique avec l'infidélité de Verkade, Rie divorce en 1932.

## Carrière
Rie Cramer est surtout connue pour ses nombreuses illustrations de livres pour enfants, dont certains qu'elle a écrit, mais elle illustre également la littérature pour adultes, notamment des œuvres de Shakespeare. Pendant de nombreuses années, elle et Anton Pieck sont les deux principaux illustrateurs de Zonneschijn, le magazine jeunesse non religieux le plus important des Pays-Bas jusqu'en 1943. Elle créé des décors et des costumes pour le théâtre et pour le pavillon néerlandais de l'Exposition universelle de New York en 1939.

Rie Cramer. Chaperon rouge, Contes de fées de Grimm, 1917.

Elle commence sa carrière d'illustratrice alors qu'elle est encore étudiante. Ses premiers travaux au style Art nouveau sont inspirés par des illustrateurs comme Edmund Dulac, Aubrey Beardsley et Arthur Rackham. À partir des années 1920, ses illustrations deviennent plus simples et moins lyriques. Les couleurs deviennent également plus franches et lumineuses sous l'influence de son travail sur les costumes de scène et les décors. À partir des années 1930, elle travaille moins sur les livres pour enfants et commence à écrire des livres pour jeunes adultes.
Pendant la Seconde Guerre mondiale, Rie Cramer travaille comme illustratrice et scénographe et écrit deux pièces sous le pseudonyme de Marc Holman. Deux de ses premières œuvres pour adultes sont interdites par les Allemands parce qu'elle attaque le national-socialisme. Elle rejoint la résistance, aidant les fugitifs, publie anonymement des vers anti-allemands dans Het Parool, le plus grand journal de résistance clandestin aux Pays-Bas. Ces vers sont rassemblés et publiés en 1945 sous le titre Verzen van verzet (Poèmes de résistance).
Après la guerre, son travail est largement traduit dans d'autres langues, dont l'anglais, l'allemand, le français et le danois. Elle écrit une pièce radiophonique en 42 épisodes en 1954, l'année où elle quitte les Pays-Bas et s'installe sur l'île espagnole de Majorque avec quelques amies. Elle continue à produire de la poterie et des tuiles et écrit trois livres sur l'île.
En 1971, en raison d'une santé défaillante, elle doit retourner aux Pays-Bas, où elle meurt le 16 juillet 1977.
Avec Henriette Willebeek le Mair et Nelly Bodenheim, Rie Cramer est considérée comme la plus importante des illustratrices néerlandaises de livres pour enfants entre les deux guerres mondiales. Malgré son succès, elle est peu appréciée des critiques de l'époque car son style est plutôt statique et doux.